# Cosimo de Torres

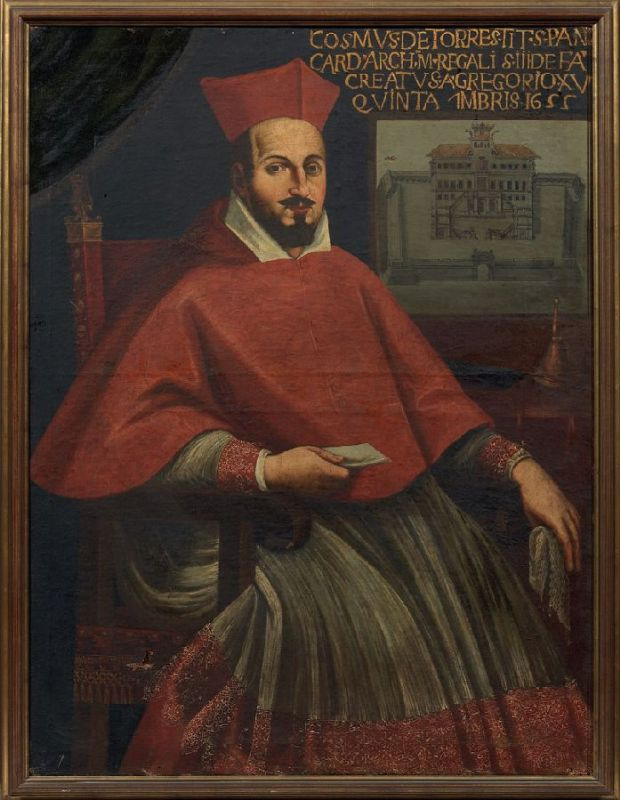
Cosimo Kardinal de Torres (Porträt Ende 17. Jh.)

Cosimo de Torres (* 1584 in Rom; † 1. Mai 1642 ebenda) war ein italienischer Kardinal und Erzbischof.

## Leben
Er wurde 1584 in Rom als Sohn des Marchese Giovanni de Torres und dessen Ehefrau Giulia Mattei aus der Familie Papareschi geboren.
Torres studierte Recht an der Universität Perugia und schloss in utroque iure ab. Nach dem Abschluss wurde er unter seinem Onkel Kardinal Girolamo Mattei dem Kollegium der Apostolischen Protonotare zugeteilt. Ab 1608 diente er als Referendar der Apostolischen Signatur.
Am 17. März 1621 wurde er während des Pontifikates von Papst Gregor XV. mit besonderer Dispens, da er die Priesterweihe noch nicht erhalten hatte, zum Titularerzbischof von Hadrianopolis in Haemimonto ernannt. Die Bischofsweihe spendete ihm am 25. April 1621 in der römischen Kirche Sant’Andrea della Valle Kardinal Maffeo Barberini; Mitkonsekratoren waren Diofebo Farnese, Titularpatriarch von Jerusalem, und Erzbischof Ulpiano (Volpiano) Volpi, Bischof von Novara. Im derselben Weihemesse wurde auch Giovanni Mascardi, Bischof von Nebbio, geweiht.
Papst Gregor XV. erhob ihm im Konsistorium vom 5. September 1622 zum Kardinal. Den Kardinalshut und San Pancrazio als Titelkirche empfing der nun im Rang eines Kardinalpriesters stehende Cosimo de Torres am 20. März 1623. Vom 22. Mai 1623 bis zum Jahr 1626 war er Präfekt der Konzilskongregation. Erzbischof der Erzdiözese Monreale war er von 1634 bis 1642.
Cosimo de Torres starb am 1. Mai 1642 im Alter von 58 Jahren. Der Kardinal wurde in der Basilika San Pancrazio in Rom, in der Nähe des Grabes seines Onkels Kardinal Ludovico de Torres begraben.